# Museum Tre Kronor

Museum Tre Kronor är ett museum om det gamla slottet Tre Kronor öppnat 28 december 1999 i Stockholms slott. Museet är inrättat i de bevarade källardelarna av slottet Tre kronor, de äldsta rummen dateras tillbaka till 1300-talet.
Museet är beläget i källarvalven under den norra slottslängan, med ingång under Lejonbacken genom den tjocka försvarsmuren från 1200-talet. I museet finns flera modeller som visar Stockholms slotts utseende vid olika tidpunkter från försvarsborg till slottsbranden 1697. Dessutom visas föremål som räddades undan branden, exempelvis nedre delen av marmorkolonner med beslagsverksornamentik. De fanns på 1570-talet i Johan III:s slottskyrka som då låg i norra längan. 
Från museets entréhall leder en trappa ner till en delvis bevarad underjordisk gång, som via en träbro över vattnet, gick över till hovstallet på Helgeandsholmen. Det var Karl XI som lät bygga den för att han skulle kunna gå osedd från slottet till stallet.

## Bilder

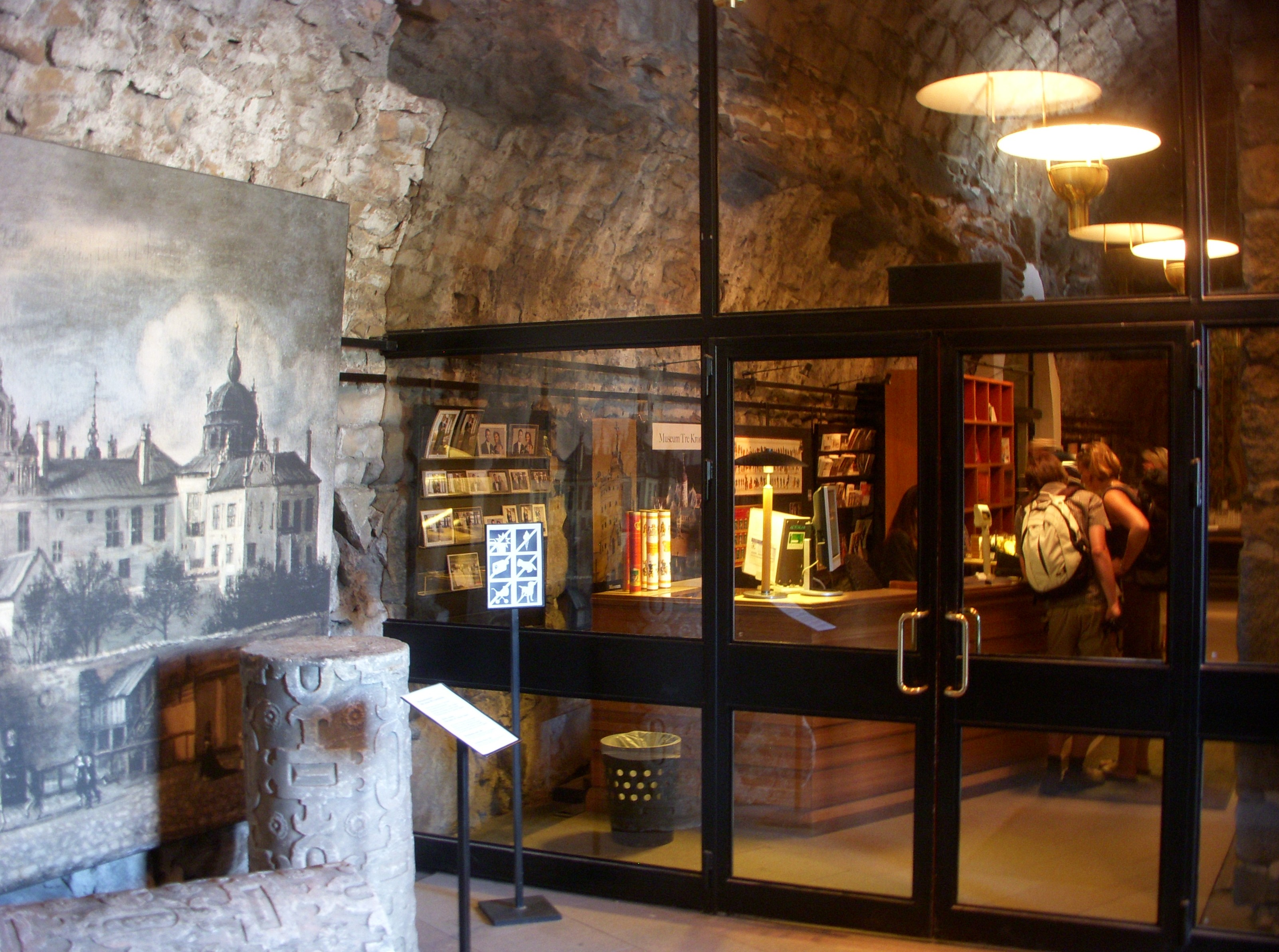
Entrén till Museum Tre Kronor.
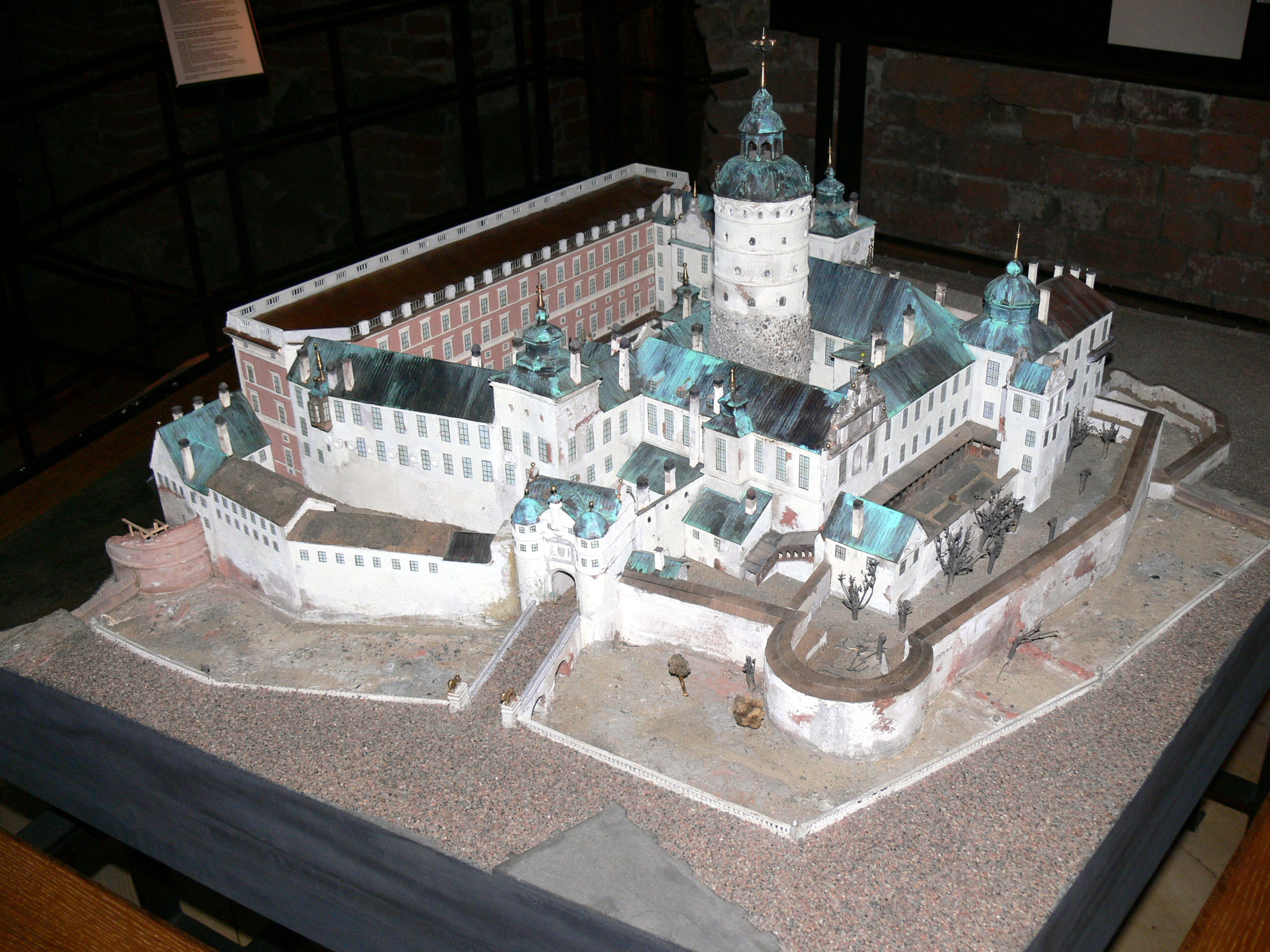
Skalmodell av Slottet Tre kronor i museet.
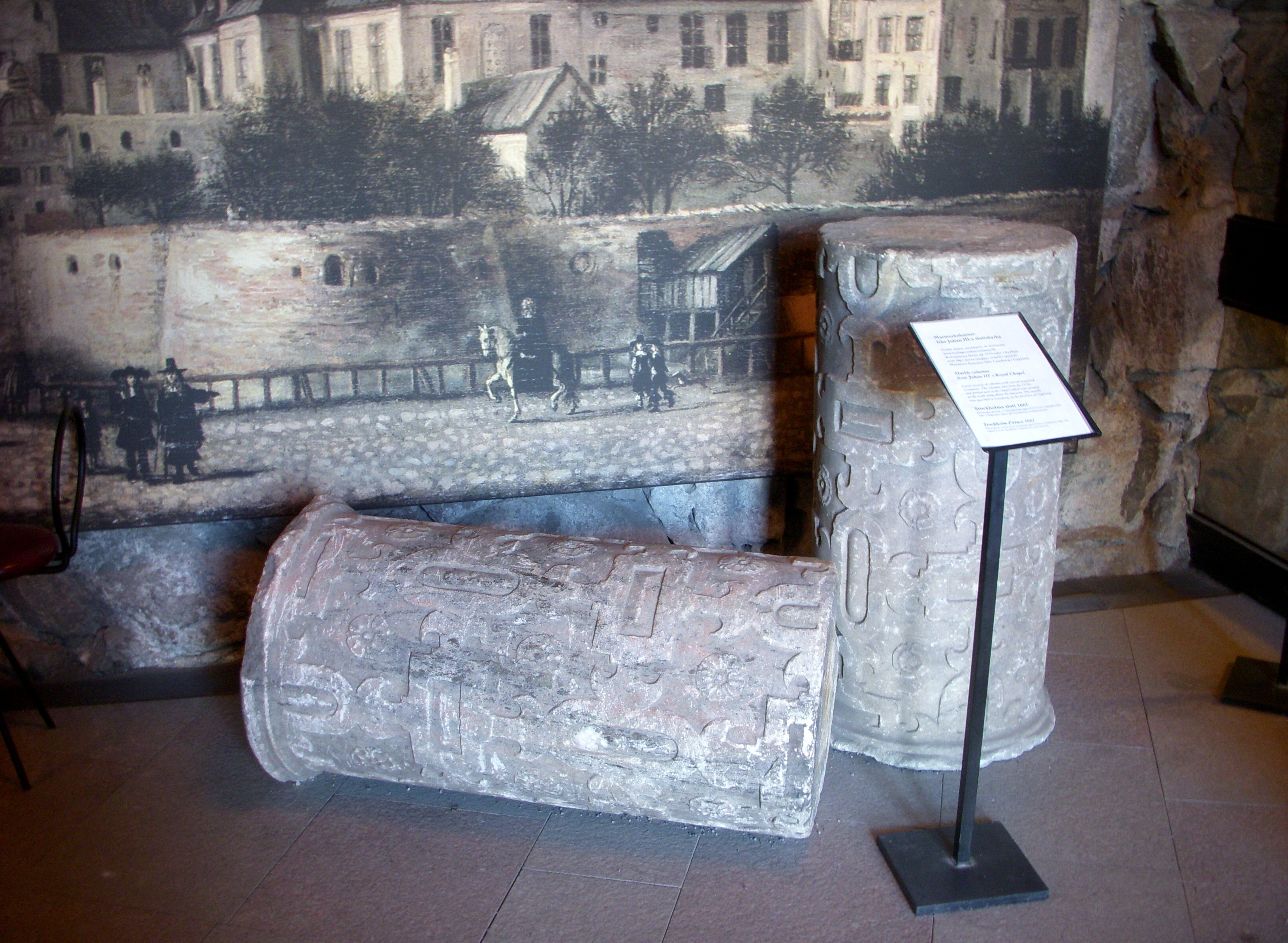
Marmorkolonner från Johan III:s slottskyrka.
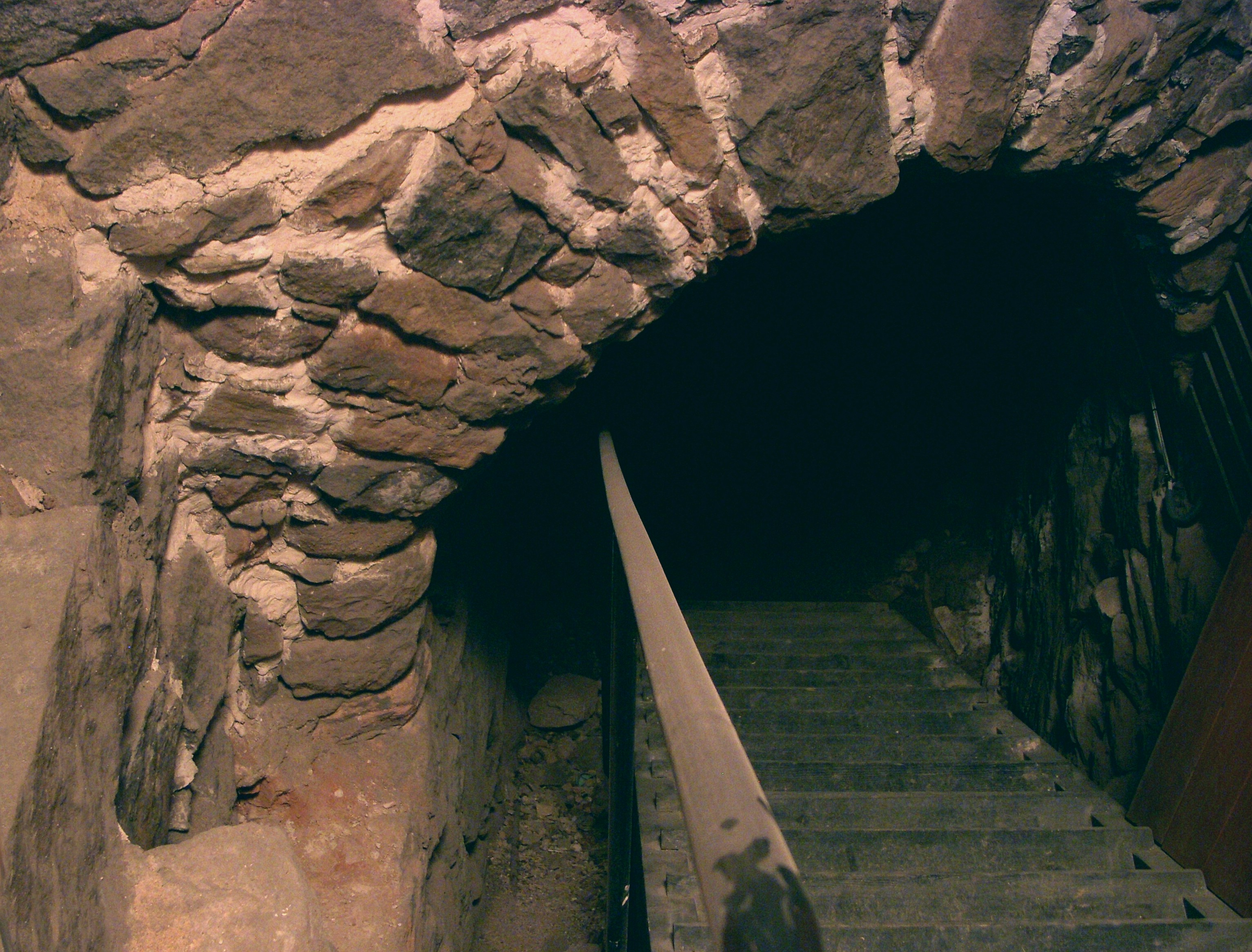
Trappan till Karl XI:s underjordiska gång.